# Джерело № 2 (Крайниково)
Джерело № 2 — гідрологічна пам'ятка природи місцевого значення. Об'єкт розташований на території Хустського району Закарпатської області, с. Крайниково, урочище «Березник».
Площа — 0,5 га, статус отриманий у 1984 році.